# Perconia fumosa
Perconia fumosa là một loài bướm đêm trong họ Geometridae.